# نيكولا هوبر
نيكولا هوبر هو متزلج على الثلوج سويسري، ولد في 14 يناير 1995 في سويسرا.

## وصلات خارجية
- نيكولا هوبر على موقع الاتحاد الدولي للتزلج (ركوب لوح الثلج) (الإنجليزية)
- نيكولا هوبر على موقع أوليمبيديا (الإنجليزية)